# Fox Comedy
Fox Comedy fue una cadena de televisión internacional, de propiedad de Fox Networks Group que se transmitió en Polonia, Portugal e Italia. Su programación por lo general incluía numerosas series y películas de comedia.

## Señales

### Italia
Fue lanzada por primera vez en Italia el 1 de noviembre de 2014. La versión italiana de Fox Comedy se cerró el 1 de octubre de 2019, junto con Fox Animation, Nat Geo People, Disney XD Italia y Disney in English.

### Polonia
En Polonia se lanzó el 16 de enero de 2015 (reemplazando a la señal local de Fox Life).
La versión polaca de Fox Comedy fue renombrada como FX Comedy el 7 de noviembre de 2023.

### Portugal
En Portugal se estrenó 18 de noviembre de 2015 (reemplazado a la versión local de FX). La versión portuguesa cambió su nombre a Star Comedy el 7 de febrero de 2024.

## Otras señales
Una versión australiana de Fox Comedy se lanzó el 1 de septiembre de 2020 como una fusión de los canales Fox Hits (de Foxtel) y The Comedy Channel (este último aún es propiedad de News Corp en lugar de The Walt Disney Company, la cual es propietaria de los canales de Fox Networks Group en Europa). Esta señal se renombró simplemente como Comedy el 26 de septiembre de 2023.
En Latinoamérica, una señal Fox Comedy se lanzó el 3 de noviembre de 2014 como parte del recién relanzado paquete de señales FOX+, al que se integró esta señal. Esta señal compartía nombre, más no el logotipo con los Fox Comedy de Europa. El 22 de febrero de 2021 Fox Comedy, al igual que varias señales Fox en Latinoamérica, fue renombrado como Star Comedy.Dicha señal cesó sus emisiones el 1 de febrero del 2022.